# Еремеев, Дмитрий Владимирович (политик)
Дми́трий Влади́мирович Ереме́ев (род. 2 января 1976 года, посёлок Южный Багратионовского района Калининградской области) — российский политик. Председатель Тюменской городской Думы V и VI созывов — Глава города Тюмени в 2012—2018 годах. Фигурант получившего широкую огласку уголовного дела.

## Биография

### Образование и начало карьеры
В 1993 году окончил среднюю школу в Салехарде. В том же году поступил на юридический факультет Тюменского государственного университета, который окончил в 1998 году. После получения диплома работал в «Запсибкомбанке», где прошёл путь от должности юрисконсульта до начальника юридического управления. В 2008 году получил дополнительное профессиональное образование по программе «Банковский менеджмент».

### Работа в органах власти
С 2003 года совмещал работу в банке с деятельностью в составе избирательной комиссии Тюменской области (ещё одним членом комиссии была его однокурсница Анастасия Ракова). Полномочия Еремеева в избирательной комиссии были продлены также в 2007 году. 2 марта 2008 года избран депутатом Тюменской городской Думы V созыва по одномандатному избирательному округу № 32.
28 февраля 2012 года стал единственным претендентом на пост председателя Тюменской городской Думы, избран на эту должность единогласно. 27 сентября 2013 года избран председателем Думы VI созыва, выиграв конкуренцию с депутатом от ЛДПР. Наиболее известные события из жизни Думы под председательством Еремеева:
- 29 мая 2014 года с четвёртой попытки почётным гражданином города был избран писатель Владислав Крапивин[8];
- 25 мая 2017 года Дума принимала решения в отсутствие кворума[9].

Осенью 2017 года в закон Тюменской области о местном самоуправлении были внесены поправки, согласно которым спикер городской Думы лишался статуса главы города Тюмени после ближайших депутатских выборов, назначенных на сентябрь 2018 года. В феврале 2018 года стало известно, что участвовать в очередных выборах Еремеев не планирует.

### Уголовное дело
24 июня 2018 года Дмитрий Еремеев попал в аварию на федеральной трассе Р254 в районе села Червишево Тюменского района. Его внедорожник выехал на встречную полосу и столкнулся с автомобилем, принадлежащим службе такси «Максим». Такси загорелось, два человека в салоне погибли. Сам депутат провёл два месяца в больнице с переломом.
В отношении Еремеева было возбуждено уголовное дело по ч. 5 ст. 264 Уголовного кодекса РФ (нарушение правил дорожного движения, повлекшее по неосторожности смерть двух и более лиц). На суде, состоявшемся 3 сентября 2018 года, Еремеев полностью признал свою вину. В то же время он был освобождён от уголовной ответственности: по ходатайству следователя суд прекратил уголовное дело, назначив Еремееву штраф в размере 160 тыс. рублей. Также его не стали лишать прав на управление транспортными средствами. Основанием для прекращения дела стала ст. 76.2 УК РФ, допускающая освобождение от уголовной ответственности, если лицо возместило ущерб. Отмечалось, что потерпевшие претензий к подсудимому не имеют, Еремеев добровольно выплатил каждой пострадавшей семье по 1,5 млн. рублей. При этом вдова одного из погибших, Наталия Пак, в своём интервью утверждала, что ей заплатили только 800 тыс. рублей.
Прекращение уголовного дела вызвало широкий общественный резонанс. Еремеев прокомментировал судебное решение, указав, что использовал законные методы защиты. Однако на просьбу RT дать интервью ответил отказом. 5 сентября стало известно о приостановке членства Еремеева в партии «Единая Россия» (по официальной версии, решение о приостановке было принято ещё 18 июля). Полпред Президента РФ в Уральском федеральном округе Николай Цуканов обратился в прокуратуру с предложением обратить внимание на ситуацию вокруг судебного решения. По поручению заместителя Генерального прокурора РФ Юрия Пономарёва прокуратура Тюменской области провела проверку постановления суда и подала на него апелляцию.
23 октября Тюменский областной суд принял решение вернуть уголовное дело на дополнительное расследование. Новый приговор вынесен 19 февраля 2019 года: Еремеев был приговорён к трём годам лишения свободы условно, также он был лишён водительских прав сроком на 2 года и 10 месяцев. На следующий день Еремеев был исключён из «Единой России».

## Семья
Жена — Елена Станиславовна Еремеева (род. 1 декабря 1975 года), заместитель губернатора Тюменской области (с 2018 года). Тесть — Станислав Николаевич Казарез (род. 10 июня 1946 года), заместитель губернатора Ямало-Ненецкого автономного округа (с 2006 года). Еремеев воспитывает троих детей — двоих сыновей и дочь.